# Couratari multiflora
A Couratari multiflora (Sm.) Eyma é uma Árvore da da família Lecythidaceae nativa do Brasil (mas não endémica, encontrada também no Guiana Francesa, Guiana, Suriname e Venezuela) com distribuição na Amazônia em Floresta de Terra Firme.
As árvores podem chegar até 42m de altura, apresentando uma casca lisa, sem lenticelas, de cor castanho-avermelhada a castanho escura. As suas folhas não são persistentes na antese. Os frutos são do tipo pixídio de formato coniforme e as sementes são do tipo alada circular.